# Laura Pous Tió
Laura Pous Tió (ur. 1 października 1984 w Granollers de Rocacorba) – hiszpańska tenisistka. Zawodniczka praworęczna z oburęcznym backhandem. Czterokrotna medalistka igrzysk śródziemnomorskich – w tym trzykrotnie zdobywała złoty medal.
Zwyciężyła w dwudziestu turniejach singlowych i dziewięciu deblowych cyklu ITF.

## Finały turniejów WTA
| Legenda                     | Legenda |
| --------------------------- | ------- |
| Wielki Szlem                |         |
| Igrzyska olimpijskie        |         |
| WTA Tour Championships      |         |
| 2009 – 2020                 |         |
| WTA Premier Mandatory       |         |
| WTA Premier 5               |         |
| WTA Premier                 |         |
| WTA International Series    |         |
| WTA 125K series (2012–2020) |         |

### Gra pojedyncza 1 (0–1)
| Końcowy wynik | Nr | Data             | Turniej | Nawierzchnia | Przeciwniczka | Wynik finału |
| ------------- | -- | ---------------- | ------- | ------------ | ------------- | ------------ |
| Finalistka    | 1. | 28 kwietnia 2012 | Fez     | Ceglana      | Kiki Bertens  | 5:7, 0:6     |

### Gra podwójna 1 (0–1)
| Końcowy wynik | Nr | Data           | Turniej | Nawierzchnia | Partnerka      | Przeciwniczki                           | Wynik finału      |
| ------------- | -- | -------------- | ------- | ------------ | -------------- | --------------------------------------- | ----------------- |
| Finalistka    | 1. | 19 lutego 2011 | Bogota  | Ceglana      | Sharon Fichman | Edina Gallovits Anabel Medina Garrigues | 6:2, 6:7(6), 9–11 |

## Wygrane turnieje rangi ITF
| turnieje z pulą nagród 100 000 $ |
| turnieje z pulą nagród 75 000 $  |
| turnieje z pulą nagród 50 000 $  |
| turnieje z pulą nagród 25 000 $  |
| turnieje z pulą nagród 15 000 $  |
| turnieje z pulą nagród 10 000 $  |

### Gra pojedyncza
|     | Data       | Turniej           | Kat. | ($)    | Naw.   | Finalistka              | Wynik            |
| 1.  | 26/10/2003 | Sewilla           | ITF  | 10 000 | ziemna | Adriana Gonzalez-Peñas  | 6:2, 3:6, 6:3    |
| 2.  | 15/02/2004 | Majorka           | ITF  | 10 000 | ziemna | Ana Timotić             | 4:6, 6:3, 6:0    |
| 3.  | 23/02/2004 | Las Palmas        | ITF  | 10 000 | ziemna | Nuria Roig              | 5:7, 6:2, 7:6(3) |
| 4.  | 24/10/2004 | Sewilla           | ITF  | 25 000 | ziemna | Kira Nagy               | 7:5, 6:1         |
| 5.  | 21/11/2004 | Barcelona         | ITF  | 25 000 | ziemna | Cwetana Pironkowa       | 4:6, 7:5, 6:2    |
| 6.  | 01/05/2005 | Cagnes-sur-Mer    | ITF  | 75 000 | ziemna | Jekatierina Byczkowa    | 7:6, 6:4         |
| 7.  | 10/07/2005 | Cuneo             | ITF  | 50 000 | ziemna | C. Martínez Granados    | 6:3, 6:2         |
| 8.  | 24/05/2009 | Ain Elsokhna-Suiz | ITF  | 10 000 | ziemna | Zuzana Linhová          | 6:1, 6:2         |
| 9.  | 13/12/2009 | Benicarlo         | ITF  | 10 000 | ziemna | Leticia Costas          | 6:1, 6:1         |
| 10. | 26/09/2010 | Foggia            | ITF  | 25 000 | ziemna | María-Teresa Torró-Flor | 3:6, 6:3, 6:4    |
| 11. | 11/11/2012 | Benicarló         | ITF  | 25 000 | ziemna | Dinah Pfizenmaier       | 6:4, 6:1         |
| 12. | 25/05/2013 | Casablanca        | ITF  | 25 000 | ziemna | Sandra Zaniewska        | 6:3, 6:0         |
| 13. | 02/02/2014 | Tinajo            | ITF  | 10 000 | twarda | Natasha Fourouclas      | 6:0, 6:3         |
| 14. | 09/02/2014 | Tinajo            | ITF  | 10 000 | twarda | Anna Remondina          | 6:3, 3:6, 6:2    |
| 15. | 13/07/2014 | Getxo             | ITF  | 10 000 | ziemna | Olga Saez Larra         | 6:7(4), 6:3, 7:5 |
| 16. | 27/07/2014 | Valladolid        | ITF  | 10 000 | twarda | Oceane Dodin            | 4:6, 7:5, 6:2    |
| 17. | 03/08/2014 | Rovereto          | ITF  | 10 000 | ziemna | Lisa Sabino             | 6:2, 4:6, 6:1    |
| 18. | 10/08/2014 | Wiedeń            | ITF  | 10 000 | ziemna | Gabriela Pantuckova     | 6:7(6), 6:3, 6:1 |
| 19. | 28/09/2014 | Juarez            | ITF  | 25 000 | ziemna | Lourdes Domínguez Lino  | 6:4, 6:1         |
| 20. | 15/02/2015 | São Paulo         | ITF  | 25 000 | ziemna | Andreea Mitu            | 6:2, 6:2         |